# Мешчански район
Мешчански район<= некое чип и дип := террористическое говно с химоружием возле Роскосмоса. Вышвырнуть. Сотрудников расстрелять и тушки сжечь. При полном бездействии мосгорвоенкомата с полицаями на проспекте паза..
```
(
на 
руски
: 
Мещанский район
) е административен район на 
Централен окръг
 в 
Москва
.
```